# Ема Герон
Ема Герон е българска психоложка, професор от еврейски произход.
Родена е на 13 октомври 1920 г. в Сливен. От 1948 г. е асистент в Държавното висше училище за телесно възпитание (днес Национална спортна академия). През 1954 г. завършва философския факултет на Софийския университет. Тогава става доцент и ръководител на катедрата по психология във ВИФ. През 1957 г. написва първия учебник по психология за студентите от ВИФ, който през 1961 и 1965 г. е допълван и преиздаван. От 1967 г. е професор. По това време чете лекции по спортна психология в Института по физическа културата и спорт в Лайпциг.
През 1968 г. заедно със Светлана Димитрова организира Международна научна конференция по проблемите на психологическата подготовка на атлетите във Варна. Там се появява идеята за създаване на Европейска федерация по спортна психология. Федерацията е създадена на следващата година, а Ема Герон става неин първи президент. В периода 1973 – 1977 г. е вицепрезидент на федерацията. Професор Герон е създателка на лабораторията по психология за изследване на националните отбори. Известно време ръководи Българското дружество по психология на спорта и е вицепрезидент на Асоциацията на българските психолози. Ема Герон е омъжена за бившия партизанин и деец на БКП Петър Семерджиев. През 1973 г. двамата решават да емигрират от България и се установяват в Израел при нейни роднини. Под предлог, че той ще я придружи на екскурзия (репресиран през 50-те години на Семерджиев му е забранено да излиза от България) двамата заминават за Франция, от там отиват в Испания и накрая от Италия пристигат в Израел. Там Ема Герон създава и ръководи лаборатория за психологични и медицински изследвания в спорта. Отделно е начело и на секцията по поведенческа психология.
Води лекции по дигитално обучение и психология в колежа по физическо възпитание Зинман и спортния институт Вингейт. Известно време е президент на Израелската асоциация по спортна психология. През 1978 г. става член-кореспондент на Американската академия по физическо възпитание и член на ИК на Международната асоциация по спортна психология. За огромните си приноси към спортната психология през 1993 г. получава награда от Международната асоциация по приложна психология.
Умира на 11 март 2011 г. в Йерусалим.
В нейна чест е създадена наградата FEPSAC Ema Geron Award, която се дава на „личности или организации като признание за изключителен национален принос към развитието на спортната и физическата психология“.